# 컷 글래스

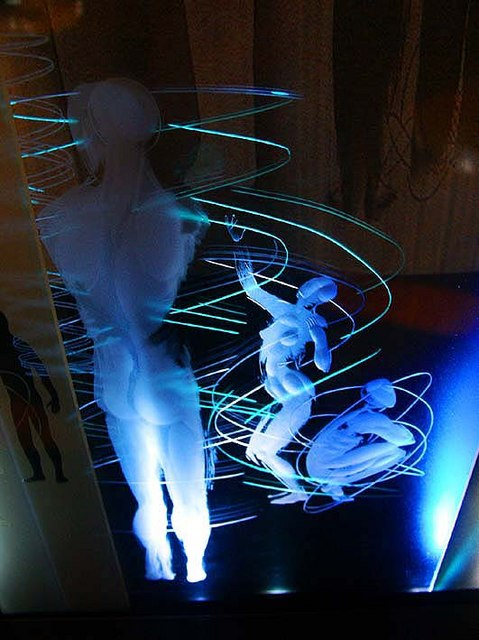

컷 글라스(cut glass)는 유리 재료를 잘라서 문양을 낸 물건이다. 절단 기법은 처음에는 연철 글라인더로 거칠게 깎고 다음으로 거친 숫돌과 푸른 숫돌의 글라인더로 모양을 다듬은 다음 청동, 솔, 펠트 등의 글라인더로 연마하여 윤이 나게 완성한다. 근래에는 다이아몬드 글라인더도 많이 사용한다. 글라인더의 모양은 각산, 마름모꼴, 반마름모꼴, 반원형, 평반 등의 종류가 있으며, 다소 여러 가지가 있다. 컷 글라스의 시초는 서아시아와 지중해 권의 로마 글라스로 그 기법은 손으로 회전하는 글라인더와 손줄의 두 방법이 쓰였다. 이들 기법은 사산 조에게 계승되었다가 중단된 상태였으나, 영국 보헤미아의 근세에 다시 유행하였다.